# Rue Charles-Dickens
La rue Charles-Dickens est une voie du 16e arrondissement de Paris, en France.

## Situation et accès

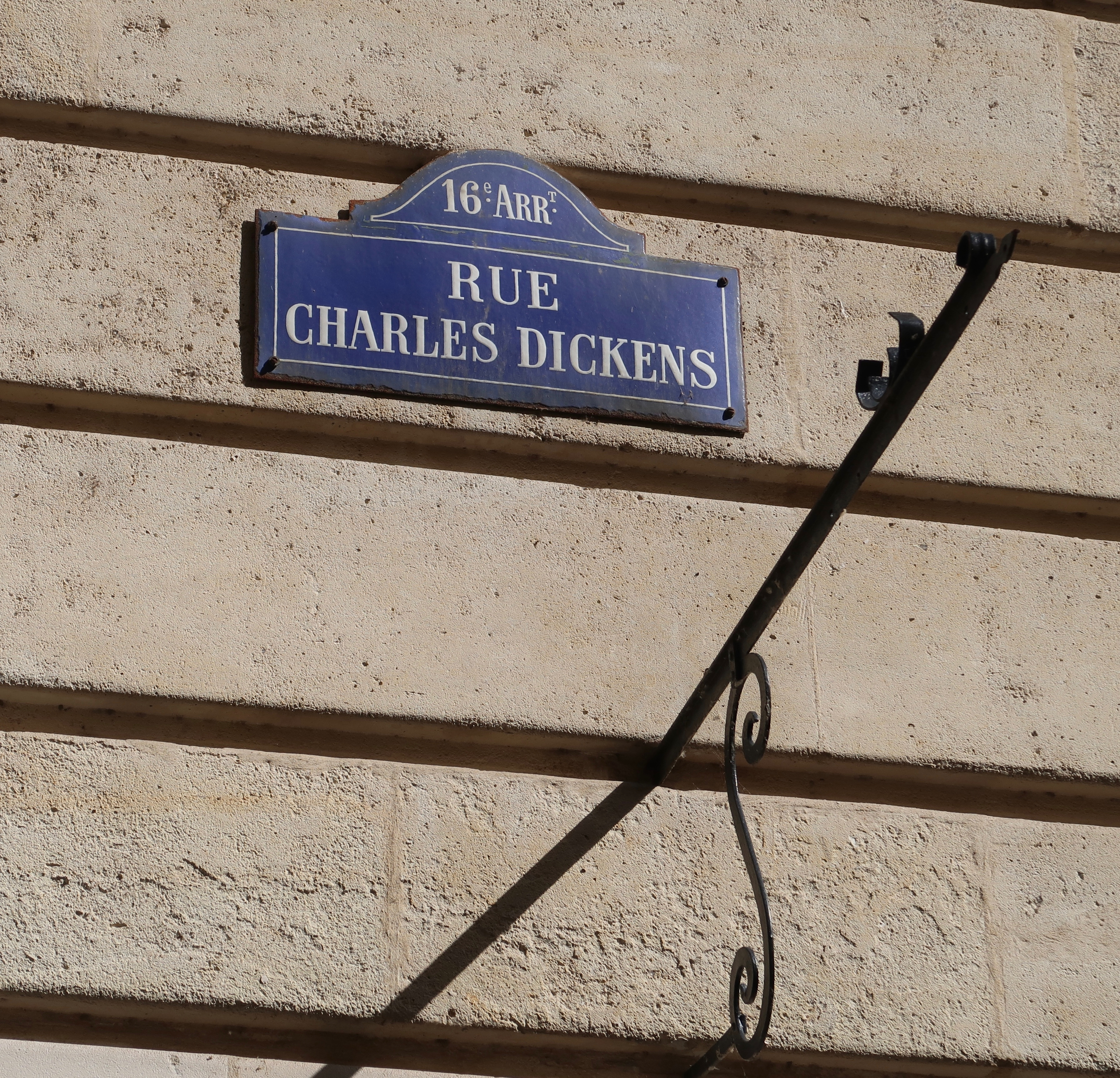
Plaque.

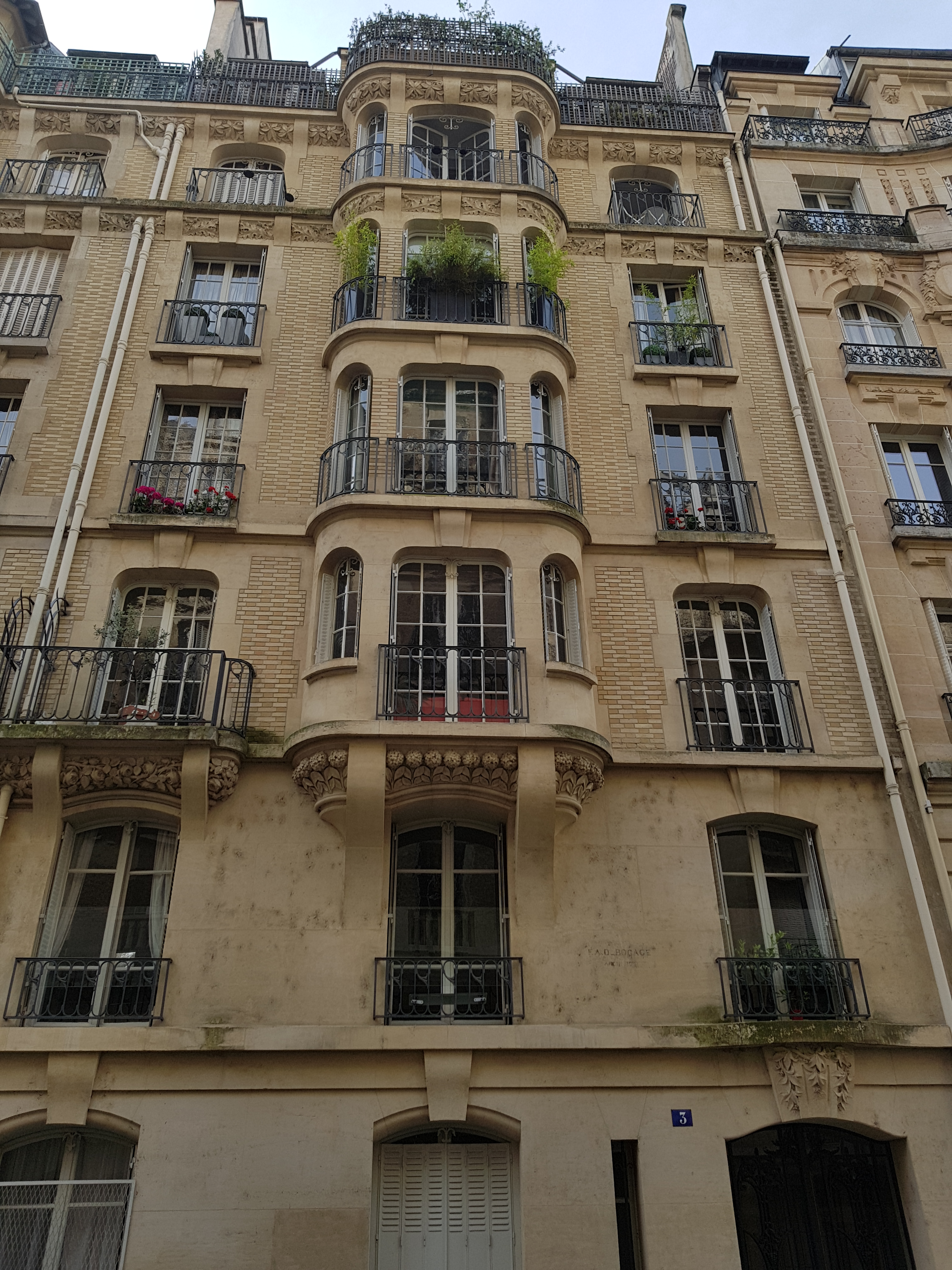
No 3 : immeuble de 1911.

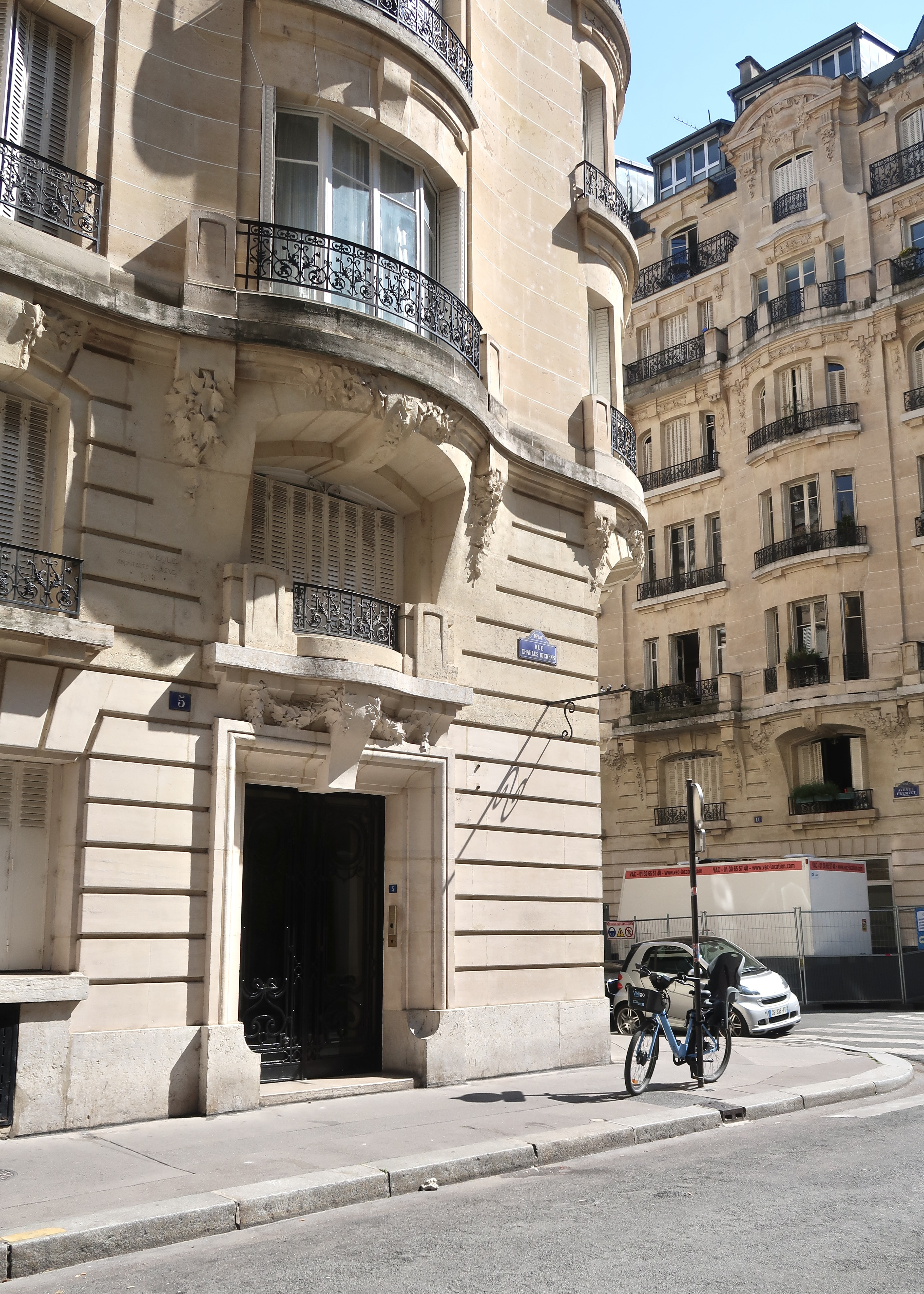
No 5.

La rue Charles-Dickens est une voie publique située dans le 16e arrondissement de Paris. Longue de 60 mètres, elle commence aux 9-12, rue des Eaux et se finit en impasse, bien qu'un accès uniquement piéton permette de rejoindre l'impasse Marie-de-Régnier, puis l'avenue René-Boylesve.
Le quartier est desservi par la ligne 6 à la station Passy.

## Origine du nom

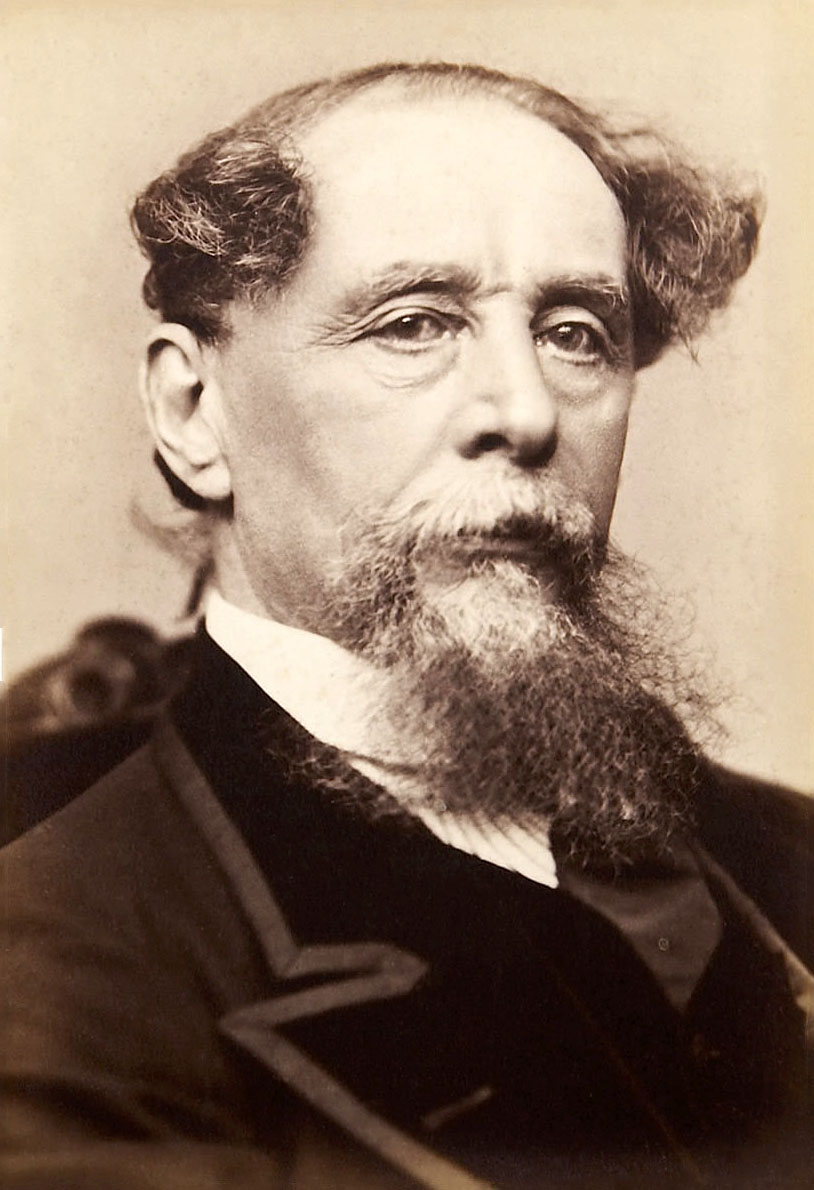
L'écrivain Charles Dickens en 1868.

Elle est nommée en l'honneur du romancier anglais Charles Dickens (1812-1870).

## Historique
Cette voie est ouverte en 1912, sous sa dénomination actuelle, sur une partie du site de l'ancienne propriété des Eaux thermales de Passy.
Il s'agit à l'origine d'une voie privée. Elle est ouverte à la circulation publique par un arrêté du 23 juin 1959.

## Bâtiments remarquables et lieux de mémoire
- Nos 1 et 3 : immeubles de 1911 construits par l'architecte François-Adolphe Bocage.
- No 1 : la femme de lettres Bianca Lamblin y a vécu en 1941[2]. La peintre Blanche Paymal-Amouroux y emménage[3]et y décède en 1944[4].
- No 5 : le compositeur Serge Prokofiev s’installa à cette adresse en 1924[5].
- La rue a donné son nom au square Charles-Dickens, situé à proximité[1].